# Usina Hidrelétrica Ferreira Gomes
A Usina Hidrelétrica Ferreira Gomes  é uma usina hidrelétrica localizada no rio Araguari, no município de Ferreira Gomes, no Amapá.

## Histórico
Em 2008, foram realizados os primeiros estudos para a construção da usina pelo consórcio formado pelas empresas Odebrechet e Neoenergia.
Em 30 de julho de 2010, a Agência Nacional de Energia Elétrica (Aneel) promoveu o o leilão de energia A-5, tendo a concessão da usina sido arrematada pela Alupar, com validade por 35 anos. O contrato de concessão foi assinado em novembro de 2010.
Foram estimados em R$ 786 milhões os investimentos para realização da oba (2011-2014).
Em novembro de 2014, a usina recebeu autorização para início de operação comercial da primeira turbina.
Em maio de 2015, foi dada autorização para entrada em operação comercial da terceira turbina.

## Estrutura
Vazão MLTː 948 m³/s
Área Alagada: 17,7 km²
Queda d’água: 18,04 metros
Nível de montante: 21,3 metros
Potência: 252 MW
Energia firme: 153,1 MW
Turbinas: 03 turbinas Kaplan de eixo vertical

## Propriedade
A usina é operada pela Ferreira Gomes Energia (FGE), Sociedade de Propósito Específico (SPE) totalmente controlada pelo grupo Alupar.